# حسن بينيا
حسن بينيا هو لاعب كرة قاعدة كوبي، ولد في 25 مارس 1985 في هافانا في كوبا.

## وصلات خارجية
- حسن بينيا على موقعبيزبول رفرنس.كوم (الدوري الثانوي) (الإنجليزية)